# Nghệ sĩ guitar

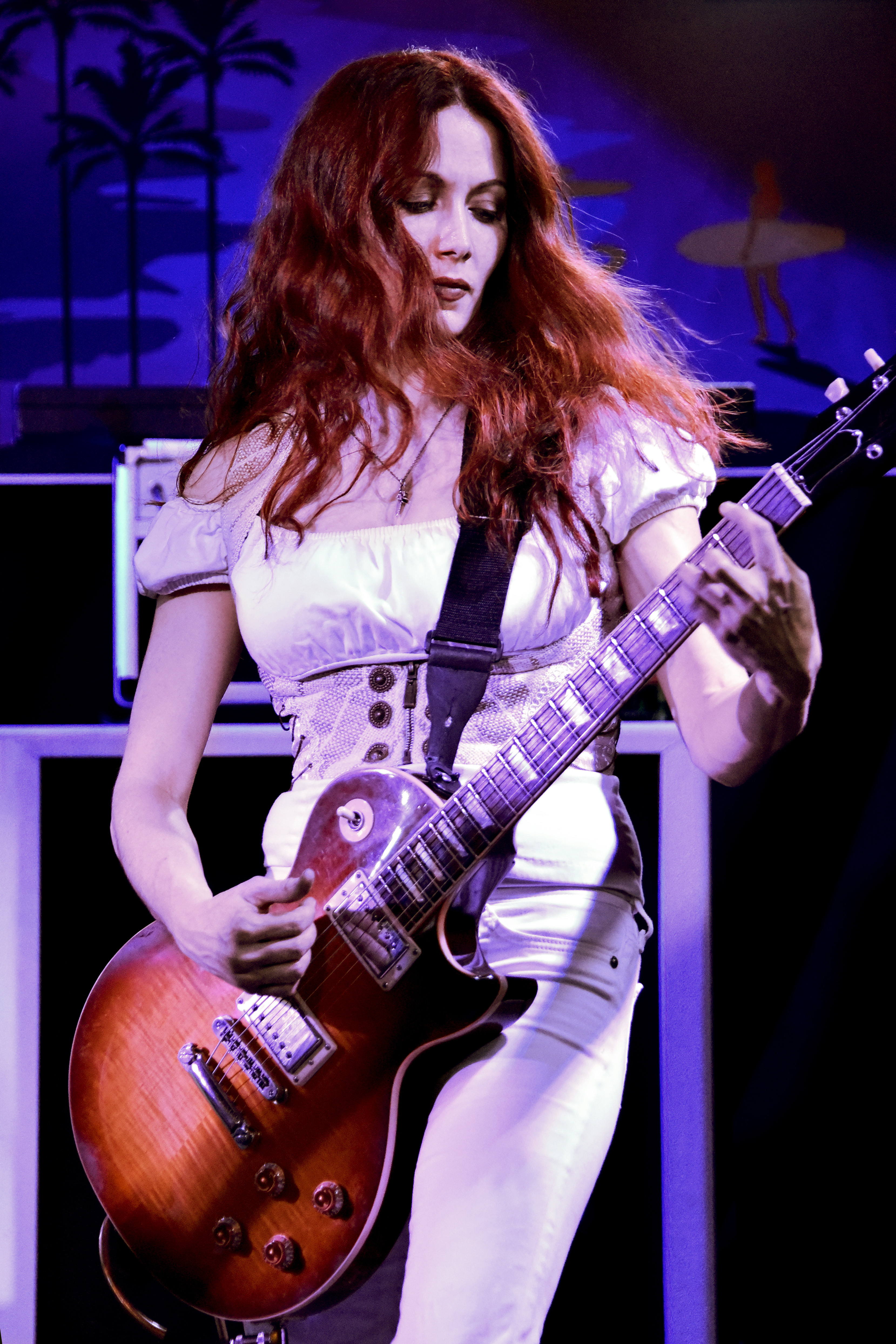
Nghệ sĩ guitar Gretchen Menn của ban nhạc rock tri ân Zepparella biểu diễn tại Nhạc hội Guitar Malibu thường niên lần thứ 3 vào năm 2017.

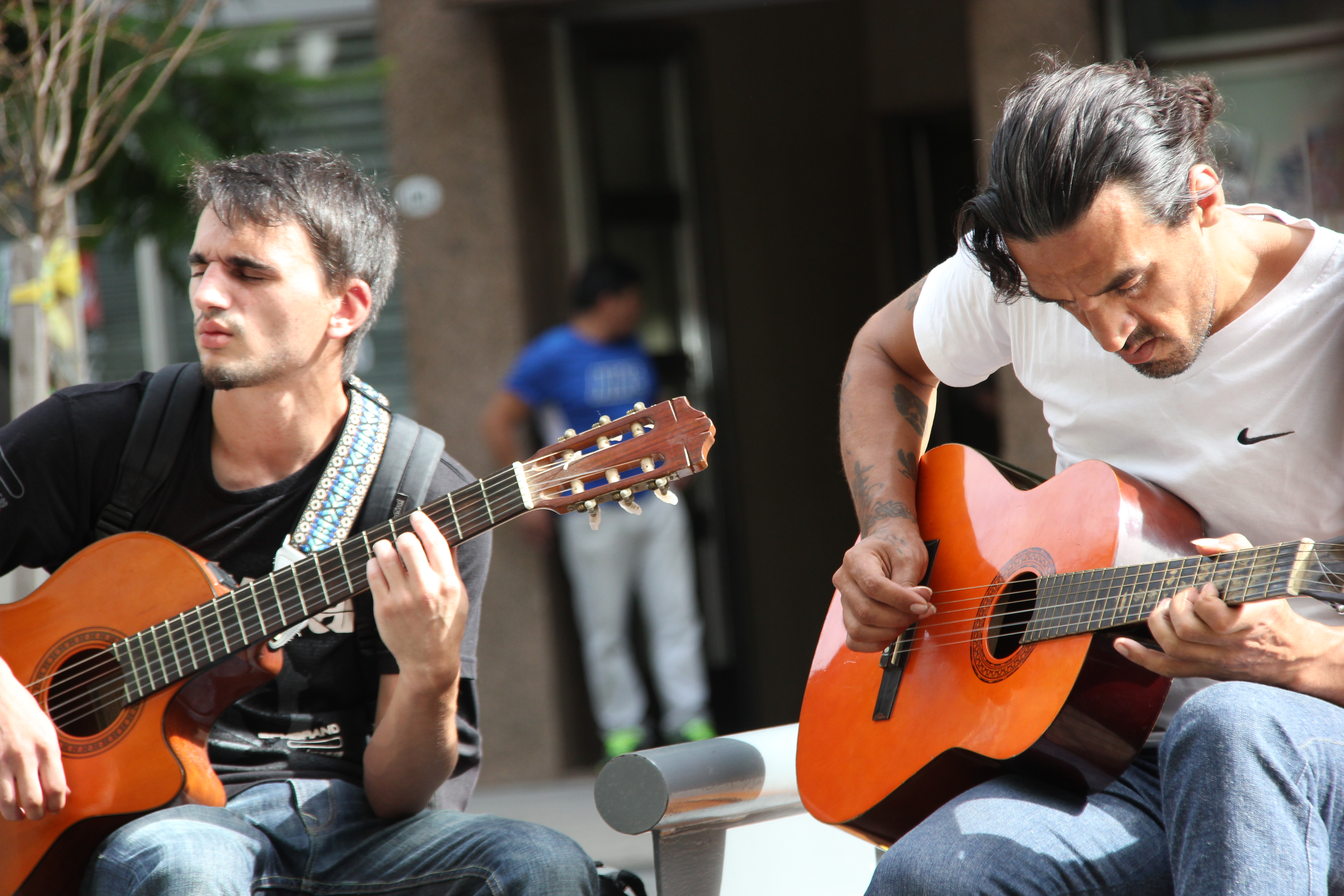
Các nghệ sĩ guitar tại trung tâm thành phố Buenos Aires.

Một nghệ sĩ guitar, cầm thủ guitar hay nhạc công guitar (tiếng Anh: guitarist) là một người chơi đàn guitar. Các nghệ sĩ guitar có thể chơi những nhạc cụ theo nhiều dòng guitar khác nhau như guitar cổ điển, guitar acoustic, guitar điện và guitar bass. Một số nghệ sĩ còn có thể hỗ trợ chơi guitar bằng việc hát hoặc chơi harmonica.

## Kỹ thuật
Nghệ sĩ guitar có thể sử dụng bất cứ cách nào để gảy ra tiếng đàn guitar, ví dụ như gảy bằng ngón tay, phụ thuộc vào chất liệu của dây đàn (dây nylon hoặc dây kim loại); bên cạnh đó còn có các kỹ thuật dùng ngón gảy dây đàn hoặc dùng móng gảy được làm từ xương, sừng, nhựa, kim loại, nỉ, da hoặc giấy, từ đó phát triển các lối gảy móng đàn hoặc gảy đàn bằng ngón.

## Những nghệ sĩ guitar nổi tiếng

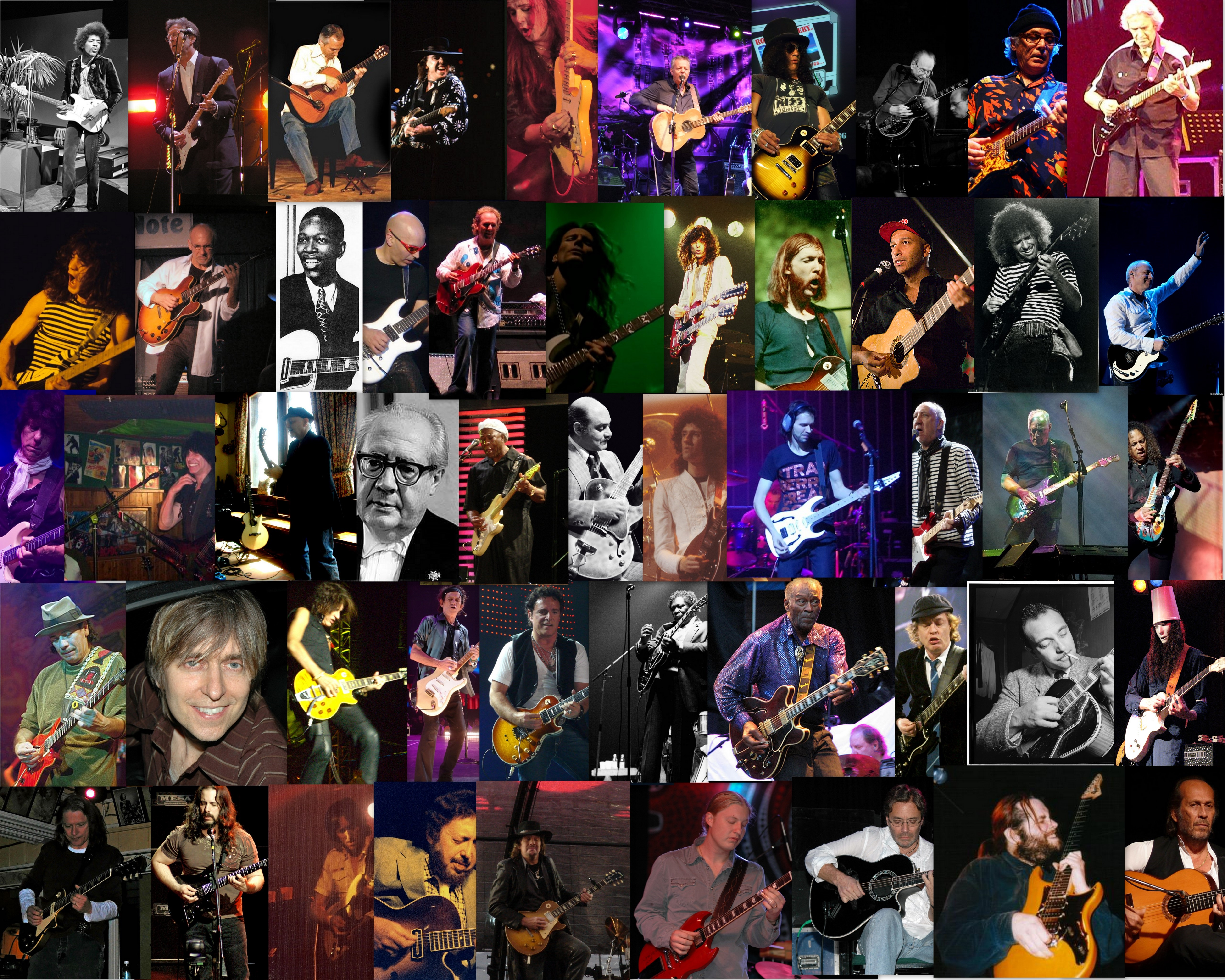
Tập hợp ảnh những nghệ sĩ guitar cự phách. Tên của các nghệ sĩ này được ghi trong phần miêu tả hình ảnh.

### Rock, heavy metal, jazz và đồng quê
Một số tạp chí và website đã tổng hợp những danh sách về các nghệ sĩ guitar mà họ cho là xuất sắc nhất—chẳng hạn như 100 nghệ sĩ guitar xuất sắc mọi thời đại (100 Greatest Guitarists of All Time) của tạp chí Rolling Stone, hay 100 nghệ sĩ guitar xuất sắc mọi thời đại của tạp chí Guitar World.
Rolling StoneNăm 2003, tạp chí Rolling Stone đã cho xuất bản một danh sách có tên 100 nghệ sĩ guitar xuất sắc mọi thời đại. Danh sách này gồm có 100 nghệ sĩ guitar mà cây bút David Fricke của tạp chí cho rằng là cự phách nhất, kèm theo dòng giới thiệu ngắn cho mỗi người. Đứng đầu trong danh sách là nghệ sĩ người Mỹ Jimi Hendrix do nghệ sĩ guitar Pete Townshend của nhóm The Who giới thiệu; bản thân Pete cũng đứng thứ 10 trong danh sách.
Khi mô tả danh sách trên với độc giả, Paul MacInnes từ tạp chí The Guardian nhận định: "Không quá ngạc nhiên với một tạp chí của Mỹ khi top 10 bị nhét đầy người Mỹ", dù cho ông cũng có nhắc đến ba cái tên ngoại lệ trong top 10. Tạp chí trực tuyến Blogcritics thì phê phán danh sách vì giới thiệu một số nghệ sĩ guitar mà họ cho là không xứng tầm, trong khi đó lại lãng quên một số nghệ sĩ mà tác giả nhận thấy rằng có lẽ là xứng đáng hơn, như Johnny Marr, Al Di Meola, Phil Keaggy hoặc John Petrucci.
Năm 2011, Rolling Stone đã cập nhật bản danh sách với sự lựa chọn từ một nhóm nghệ sĩ guitar và các chuyên gia khác. năm cái tên đứng đầu gồm có Jimi Hendrix, Eric Clapton, Jimmy Page, Keith Richards và Jeff Beck. Những nghệ sĩ chưa góp mặt trong danh sách cũ đã được điền thêm, chẳng hạn như Rory Gallagher được liệt ở vị trí thứ 57.
Guitar WorldMột tạp chí ấn hành hàng tháng chuyên về guitar là Guitar World cũng cho xuất bản danh sách 100 nghệ sĩ guitar xuất sắc nhất do họ lựa chọn trong cuốn sách Guitar World Presents the 100 Greatest Guitarists of All Time from the Pages of Guitar World Magazine. Khác với danh sách của Rolling Stone–vốn liệt kê các nghệ sĩ theo thứ tự giảm dần, Guitar World lại chia các nghệ sĩ guitar theo dòng nhạc—ví dụ như "Lords of Hard Rock" dành cho các nghệ sĩ hard rock hay "Jazzmen" dành cho các nhạc công jazz. Mặc dù xuất hiện trong nhiều tạp chí khác như Billboard, ấn phẩm này của Guitar World lại bị chỉ trích vì không chọn ra bất cứ nhạc công nữ nào. Tuy nhiên gần đây Guitar World đã cho ra danh sách "8 nghệ sĩ acoustic nữ xuất sắc", gồm những cái tên như Kaki King, Muriel Anderson và Sharon Isbin.
TIME và những ấn phẩm khácSau cái chết của Les Paul, website của TIME đã giới thiệu danh sách 10 nghệ sĩ chơi guitar điện xuất sắc nhất. Giống như danh sách của Rolling Stone, Jimi Hendrix được lựa chọn là nghệ sĩ guitar xuất chúng nhất, kế tiếp là Slash từ Guns 'N' Roses, B.B. King, Keith Richards, Jimmy Page và Eric Clapton. Một tạp chí âm nhạc trực tuyến là Gigwise.com cũng liệt Jimi Hendrix là nghệ sĩ guitar xuất sắc nhất từ trước đến nay, kế tiếp là Jimmy Page, B.B. King, Keith Richards và Kirk Hammett.

### Những dòng nhạc khác
Có nhiều nghệ sĩ guitar cổ điển được xem là "nổi tiếng" ở thời kì của họ. Trong những thập niên gần đây, nghệ sĩ guitar "thuộc dòng cổ điển và pha trộn dòng nhạc nổi danh" nhất là Paco de Lucía, một trong những nghệ sĩ guitar flamenco đầu tiên giành được thành công khi vươn ra các thể loại nhạc khác như cổ điển và jazz. Richard Chapman và Eric Clapton, hai tác giả cuốn Guitar: Music, History, Players miêu tả de Lucía là một "nhân vật vĩ đại trong làng guitar flameco"; trong khi đó Dennis Koster, tác giả cuốn Guitar Atlas, Flamenco thì coi de Lucía là "một trong những nghệ sĩ guitar xuất sắc nhất lịch sử". Một nghệ sĩ guitar cổ điển khác cũng gặt hái thành công không kém là Tommy Emmanuel.